# Nephodia subustata
Nephodia subustata là một loài bướm đêm trong họ Geometridae.